# Dan O'Brien (écrivain)
Pour les articles homonymes, voir Daniel O'Brien.
Dan O'Brien, né le 23 novembre 1947 à Findlay (Ohio), est un écrivain et éleveur de bisons américain.

## Biographie
En 1965, il effectue son service militaire dans le cadre de la Peregrine Fund Inc., une association basée à l'université Cornell ayant pour objectif d'élever des faucons pèlerins en captivité avant de les relâcher dans la nature.
Fauconnier, éleveur — il commercialise les bisons qu'il élève via la Wild Idea Buffalo Company qu’il a créée dans une optique écologique et éthique — il est aussi professeur de littérature, d’écologie ainsi qu'un spécialiste des espèces en voie de disparition. Il vit dans un ranch situé à l'ouest du Badlands National Park, au nord de la réserve indienne de Pine Ridge et au pied des Black Hills (Dakota du Sud). Depuis plus de vingt ans, il élève ses bisons près de la rivière Cheyenne. Il pratique un élevage sans hormones ni antibiotiques. Les bisons se nourrissent d'herbe, paissent en toute liberté, ce qui a permis à la prairie de retrouver sa santé avec une herbe plus grasse et des fleurs qui repoussent. Il sauve ainsi un écosystème que l'on croyait perdu. Il partage ce travail avec sa femme, sa fille, son gendre et des amis. Il vend directement sa viande, abattant les bêtes sur place avec une boucherie ambulante.
Ses diverses expériences donnent à son œuvre un aspect éclectique même si ses thèmes récurrents sont la nature et les grands espaces (Nature writing) : « Tous mes livres sont consacrés à la nature, parce que je vois le monde en tant que biologiste. Certains écrivains sont fascinés par les relations humaines, moi je m'intéresse aux relations avec la nature, entre les espèces. »
Son autobiographie, Les Bisons du Cœur-Brisé (Au diable vauvert, 2007) — du nom de son ranch, « Broken Heart » — est son 8e livre.

## Œuvres
- Haut Domaine (Eminent Domain, 1987), recueil de nouvelles, Paris, Au diable vauvert, septembre 2016
- L’Esprit des collines (Spirit of the Hills, 1988), roman policier, 10/18, Collection "domaine étranger", 1993, 336 pages  (ISBN 2264018313)
- Rites d’automne : le voyage d'un fauconnier à travers l'Ouest américain (The Rites of Autumn: A Falconer's Journey Across The American West, 1988), mémoires, traduit de l'américain par Gabrielle Merchez, Éditions Albin Michel, 1991, 220 pages  (ISBN 2226052135), rééed. Au diable vauvert, 2009,  (ISBN 978-2846261852)
- Au cœur du pays (In the center of the Nation, 1991), roman, traduit de l'américain par Nicole Bensoussan, 10/18, Collection "domaine étranger", 1995, 416 pages  (ISBN 2264000570)
- Brendan Prairie (Brendan Prairie, 1996), roman, traduit de l'américain par Dominique Rinaudo, 10/18, Collection "domaine étranger", 1999, 275 pages  (ISBN 2264026898)
- Médecine blanche pour Crazy Horse (The Contract Surgeon, 2001), roman, Éditions du Rocher, 2002, 287 pages  (ISBN 2268042022)
- L’Agent indien (The Indian Agent, 2004), roman, traduit de l'américain par Aline Weil, Éditions du Rocher, 2006, 343 pages  (ISBN 2268058077)
- Les Bisons du Cœur-Brisé (Buffalo for the Broken Heart, 2001), mémoires, Au diable vauvert, mai 2007,  (ISBN 9782846261357)
- Wild Idea, traduit de l'anglais par Walter Gripp, Vauvert, Au diable vauvert, 2015. 398 pages

## Sources
- « Bisonours », portrait, Libération, n° 8150, 21 et 22 juillet 2007, p. 24.
- Page de Gilbert et Monique Brisset consacrée à Dan O'Brien comme appartenant au mouvement littéraire des écrivains du Montana, courte biographie, présentation de ses trois nouvelles traduites en français et bibliographie en anglais (la dernière actualisation du site général date de 2002)
- Julie Coutu, « Dan O'Brien, Les Bisons du Cœur-Brisé »
- Jérôme Dupuis, « Dan O'Brien : Bison futé », L'Express, 6 août 2007